# Pavel Štěpán
Pour les articles homonymes, voir Štěpán.
Pavel Štěpán (25 mai 1925 – 30 décembre 1998) est un pianiste tchèque, qui renoua dans sa carrière musicale à la tradition du milieu familial où il grandit.

## Biographie

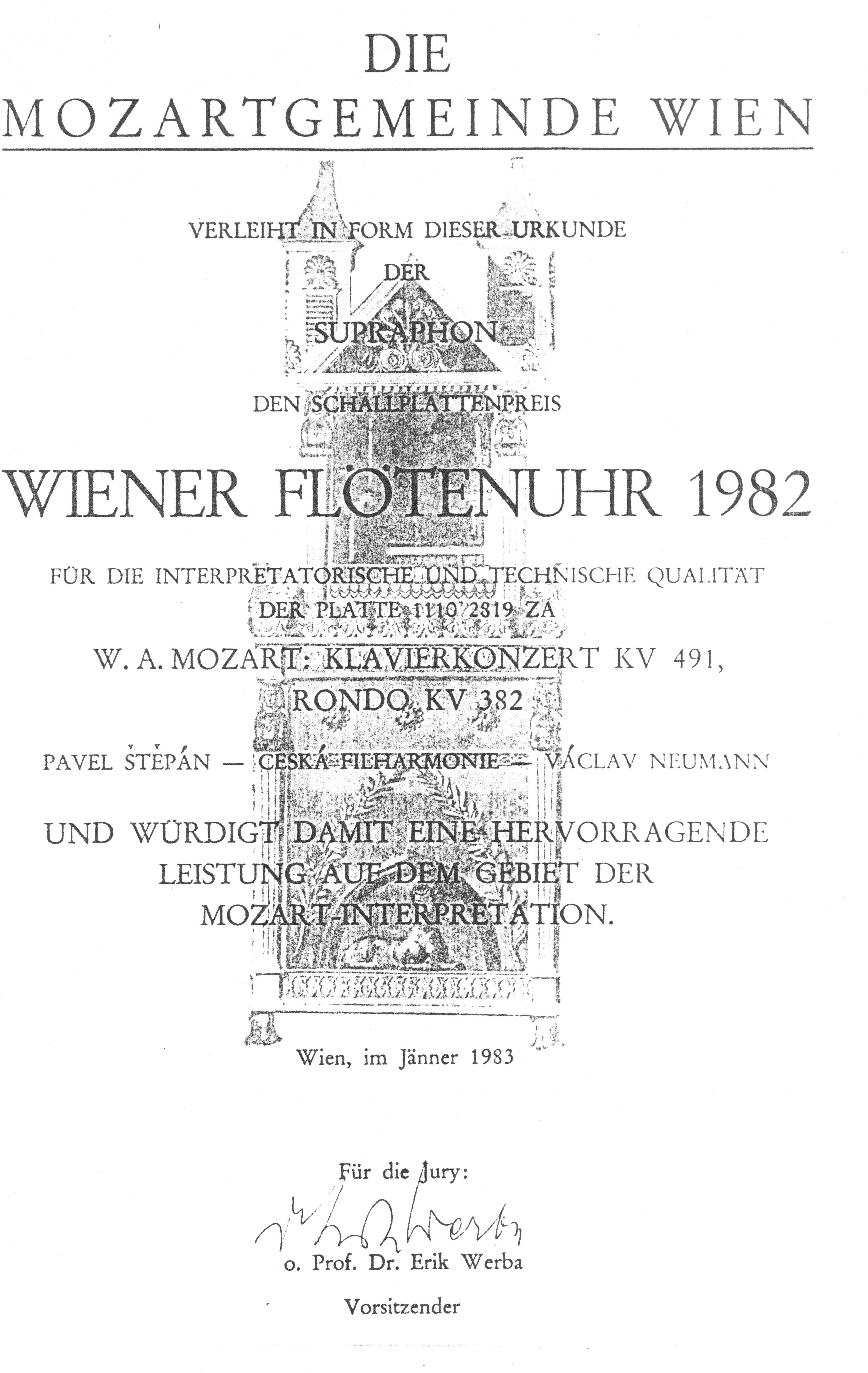
Wiener Flötenuhr, 1982.

Pavel Štěpán est le petit-fils du professeur Vilém Kurz, remarquable pédagogue tchèque du piano, le fils d'Ilona Štěpánová-Kurzová, pianiste et professeur de piano et du docteur Václav Štěpán, compositeur, théoricien et pianiste. Sa famille était en relation étroite avec le compositeur Josef Suk. L'auteur même lui inculque les directives d'interprétation de son œuvre pianistique.
Pavel Štěpán s'est présenté pour la première fois devant le public à l'âge de seize ans. Deux ans plus tard, il jouait déjà avec l'Orchestre philharmonique tchèque sous la baguette de Rafael Kubelík.
En 1971, il reçoit, à Vienne, le prix Wiener Flötenuhr pour le meilleur enregistrement mozartien de l'année et en 1978 le Disque d'or de Supraphon pour le meilleur enregistrement de l'année : l'intégrale pour piano de Josef Suk.

## Discographie
- Tomášek, Égloges - Pavel Štěpán, piano (décembre 1973, Supraphon VT 2381-2)[1]